# Johan Evenepoel
Johan Evenepoel (Ninove, 25 januari 1965) is een Belgische componist, dirigent en klarinettist.

## Levensloop
Na zijn opleiding aan het Lemmensinstituut te Leuven, waar hij eerste prijzen behaalde in notenleer, harmonieleer, klarinet, kamermuziek en HaFaBra-directie, werd hij werkzaam bij de Muziekkapel van de Grenadiers. Hij vervulde betrekkingen bij diverse muziekacademies in België zoals die van Aalst, Antwerpen, Hemiksem, Sint-Pieters-Woluwe en het T.I. Don Bosco te Halle, Viso Cor Mariae (Brakel).
Tegenwoordig werkt Evenepoel als leraar klarinet en directie instrumentale muziek aan de Stedelijke Servai Academie van Halle, leraar klarinet, samenspel en instrumentaal ensemble aan de Gemeentelijke Muziekschool van Lennik en directie instrumentale muziek aan de  Stedelijke Muziekacademie te Willebroek].
Evenepoel heeft vele werken voor harmonie, fanfare en brassband op zijn naam staan, waarvan een groot deel geschreven is in opdracht van gerenommeerde orkesten (Brass Band Midden Brabant, Brass Band Buizingen) en solisten (Michel Tilkin, Benny Wiame, Manu Mellaerts, Tim Van Medegael, Luc Vertommen, Bart Vander Cruys, Eddy Vanoosthuyse). Hij schreef ook onder meer het werk Ginnungagap ... seeming emptiness voor de Nederlandse Nationale Brassband Kampioenschappen van 2004.

## Composities (selectie)

### Werken voor harmonieorkest
- 1990 Tune, voor harmonieorkest
- 1991 Concert Ouverture, voor harmonieorkest
- 1991 Fairy-Tale, voor harmonieorkest
- 1991 Méli-mélo, voor harmonieorkest
- 1992 A Junior Suite, voor harmonieorkest
- 1993 Team-work, mars
- 1996 Rhaspsody for Euphonium, voor eufonium en harmonieorkest
- 1996 Tantalus, voor bastrombone en brassband[1]
- 2000 Overture Halle 2000, voor brassband
- 2001 Choral of Hope, voor brassband
- 2001 The Jolly Jackdaw
- 2002 Mother’s Wing
- Air Time, voor harmonieorkest
- Athos
- Black Jack, voor harmonieorkest
- Cupido, voor harmonieorkest
- Day-Dreaming, voor harmonieorkest
- Elegantia, voor harmonieorkest
- Fast Forward, voor harmonieorkest
- Fraternization, voor harmonieorkest
- Ginnungagap...seeming emptiness, voor brassband (verplicht werk bij de Nationale Nederlandse Brassband Kampioenschappen in 2004)
- Make Fun
- Tuba concerto, voor tuba en brassband
- Wonkey Tonkey, voor harmonieorkest